# North English (Iowa)
North English est une ville des comtés d'Iowa et Keokuk, en Iowa, aux États-Unis. Elle est fondée en 1855 et incorporée le 13 mars 1891.

## Source de la traduction
- (en) Cet article est partiellement ou en totalité issu de l’article de Wikipédia en anglais intitulé « North English, Iowa » (voir la liste des auteurs).